# Lijst van voetbalinterlands Bangladesh - Singapore
Deze lijst van voetbalinterlands is een overzicht van alle officiële voetbalinterlands tussen de nationale teams van Bangladesh en Singapore. De landen hebben tot op heden vier keer tegen elkaar gespeeld. De eerste ontmoeting, een vriendschappelijke wedstrijd, was op 6 augustus 1973 in Kuala Lumpur (Maleisië). Het laatste duel, een kwalificatiewedstrijd voor de Azië Cup 2027, vond plaats op 10 juni 2025 in Dhaka.

## Wedstrijden
| № | Plaats       | Datum           | Competitie                 | Wedstrijd              | Uitslag |
| - | ------------ | --------------- | -------------------------- | ---------------------- | ------- |
| 1 | Kuala Lumpur | 6 augustus 1973 | Vriendschappelijk          | Bangladesh − Singapore | 1 − 1   |
| 2 | Kathmandu    | 7 december 1986 | Vriendschappelijk          | Singapore − Bangladesh | 1 − 1   |
| 3 | Dhaka        | 30 mei 2015     | Vriendschappelijk          | Bangladesh − Singapore | 1 − 2   |
| 4 | Dhaka        | 10 juni 2025    | Azië Cup 2027 kwalificatie | Bangladesh − Singapore | 1 − 2   |

## Samenvatting
| Competitie            | Totaal gespeeld | Winst Bangladesh | Gelijk | Winst Singapore | Doelsaldo Bangladesh – Singapore |
| --------------------- | --------------- | ---------------- | ------ | --------------- | -------------------------------- |
| Azië Cup-kwalificatie | 1               | 0                | 0      | 1               | 1 − 2                            |
| Vriendschappelijk     | 3               | 0                | 2      | 1               | 3 − 4                            |
| Totaal                | 4               | 0                | 2      | 2               | 4 − 6                            |

Wedstrijden bepaald door strafschoppen worden, in lijn met de FIFA, als een gelijkspel gerekend.